# 徐神逸
徐神逸（ソ・シニル、朝鮮語: 서신일、生没年不詳）は、朝鮮氏族の利川徐氏の始祖である。箕子朝鮮の建国者箕子の40代子孫の準王の子孫である。箕子朝鮮の建国者箕子の40代子孫の準王が衛満のクーデターを避けるため、利川の徐河城（서하성）に逃亡し、地名から姓を徐とした。